# コーラック (ビクトリア州)
コーラック（英語: Colac）は、オーストラリアのビクトリア州にある都市。人口は1万2574人（2019年）。

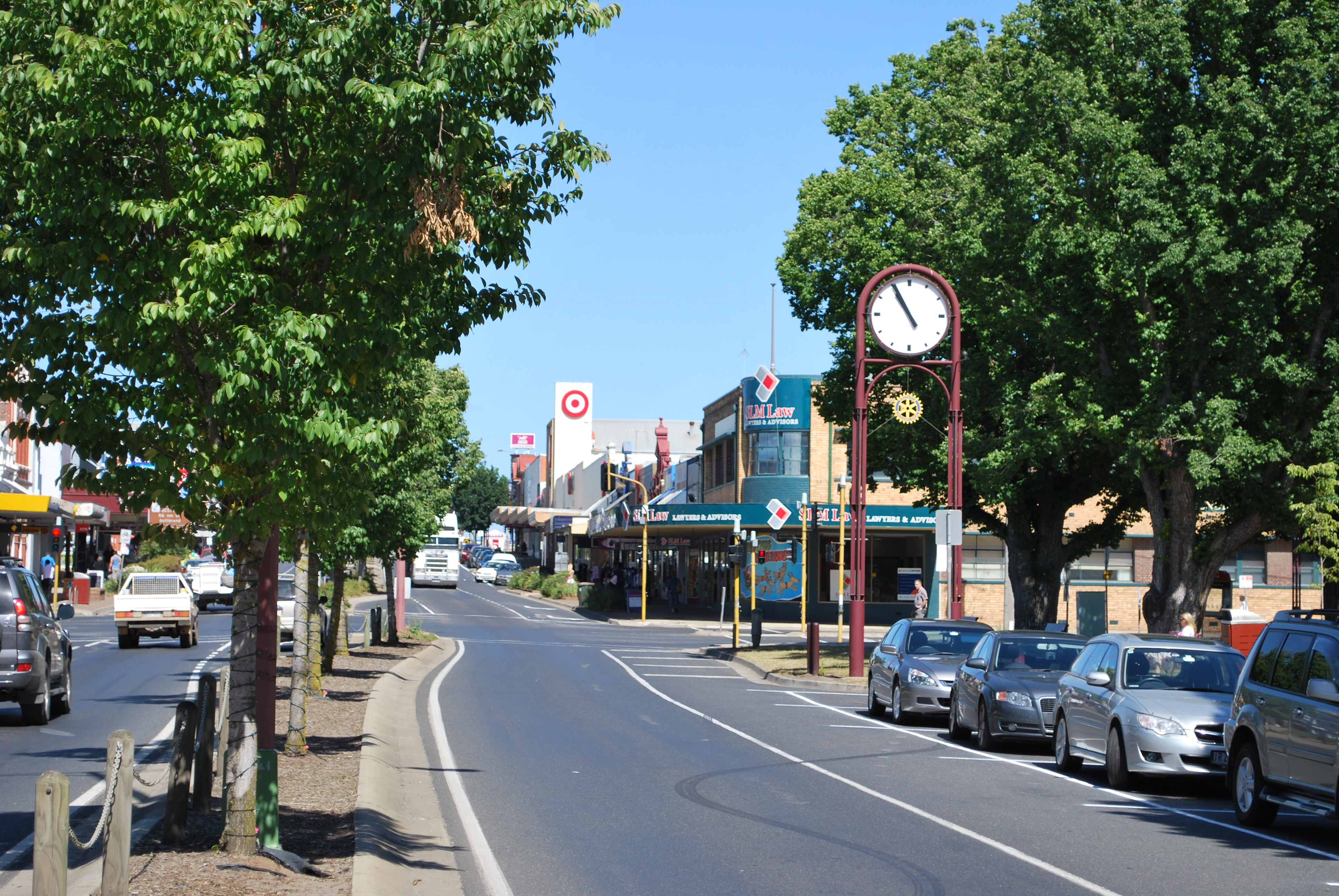

プリンセスハイウェイで州都メルボルンからは南西に150kmの地点にあり、ジーロングからは75kmである。またバス海峡からは47km内陸にある。周辺にはレイク・コーラックというビクトリア州最大の湖があり、街の名前は湖の名前に由来する。ビクトリア州の地方区分によるコーラック地方最大の都市。

## 歴史
10世紀までは先住民族アボリジニのグリジャン族がレイク・コーラックの周辺で狩猟採集生活をしていた。1837年にイギリス人冒険家ヒュージ・マーレイが、現在のコーラック周辺に西洋人として初めて到着。マーレイは1848年に湖周辺に街を造り始め、1854年にはコーラック・ボタニック庭園が開園。
現在はポートキャンベル国立公園の観光拠点のひとつ。

## 交通
- プリンセスハイウェイはメルボルンとアデレードを結ぶ幹線道路であり、高い規格で設計されているため走りやすいが、観光目的の車は景色の良いグレートオーシャンロードを通る。プリンセスハイウェイとグレートオーシャンロードは西のウォーナンブールで合流する。

- コーラック駅はウォーナンブール線の駅でメルボルンとウォーナンブールを結ぶ列車が停車する。